# 艾伯特鎮區 (北達科他州本森縣)
艾伯特鎮區（英語：Albert Township）是位於美國北達科他州本森縣的一個鎮區。

## 地方資料
艾伯特鎮區的面積為93.01平方千米，當中陸地面積為92.13平方千米，而水域面積為0.88平方千米。根據2010年美國人口普查的數據，當地共有人口51人，而人口密度為每平方千米0.55人。